# Măgureni (okręg Marmarosz)
Măgureni – wieś w Rumunii, w okręgu Marmarosz, w gminie Cernești. W 2011 roku liczyła 244 mieszkańców.